# Vallée du Tennessee
La vallée du Tennessee (en anglais : Tennessee Valley) est le bassin hydrographique de la rivière Tennessee, couvrant une large partie de l'État du Tennessee. Elle s'étend du sud-ouest du Kentucky au nord-ouest de la Géorgie et du nord-est du Mississippi aux montagnes de Virginie et de Caroline du Nord.

## Infrastructures

### Aéroports
- Chattanooga Metropolitan Airport
- Huntsville International Airport
- McGhee Tyson Airport
- Northwest Alabama Regional Airport
- Pryor Field Regional Airport
- Tri-Cities Regional Airport
- Guntersville Municipal Airport

### Ports fluviaux
- Chattanooga
- Decatur
- Florence
- Guntersville
- Knoxville
- Muscle Shoals
- Paducah